# Bosnien och Hercegovinas Billie Jean King Cup-lag
Bosnien och Hercegovinas Billie Jean King Cup-lag representerar Bosnien och Hercegovina i tennisturneringen Billie Jean King Cup, och kontrolleras av Bosnien och Hercegovinas tennisförbund.

## Historik
Bosnien och Hercegovina deltog första gången Fed Cup 1997. Bästa resultatet är då man nådde Grupp I Fed Cup 2002.